# Семикіна Людмила Миколаївна
Семи́кіна Людми́ла Микола́ївна (23 серпня 1924, Миколаїв — 12 січня 2021) — українська живописиця і майстриня декоративного мистецтва, заслужений художник України (2009), лавреатка Національної премії України імені Тараса Шевченка за серію строїв «Високий замок» (1997), лавреатка премії імені Василя Стуса (2000). Дружина живописця Михайла Бароянца.

## Біографія
Закінчила Одеське художнє училище (1947 рік), Київський художній інститут (нині Національна академія образотворчого мистецтва і архітектури) (1953 рік), педагог зі спеціальності — Олексій Шовкуненко. Член Спілки художників України з 1958 року. 1968 року її було виключено зі Спілки художників України за виступи на захист дисидентів. Поновлена у Спілці у 1988 році з офіційним формулюванням: «За відсутністю факту звинувачення».

## Твори
- «Груповий портрет старих більшовиків-арсенальців» (1954).
- «В Одеському порту».
- «Зимовий вечір», «Сутінки», «Після обходу» (всі — 1954).
- «Вітряний день» (1957).
- «Ремонт причалу» (1960).
- «Вранці» (1961).
- «Легенда про Київ» (1966).
- Вітраж «Тарас Шевченко в Київському університеті» (у співавторстві, знищено в травні 1964 року).
- Ескізи костюмів до кінофільму «Захар Беркут» (1970–1971).
- Строї за національними традиціями: серії «Скіфський степ», «Поліська легенда», «Княжа доба», «Ретро», «Модерн» (1965–1996).
- Оформлення станції метро «Почайна» (1980)

## Зображення

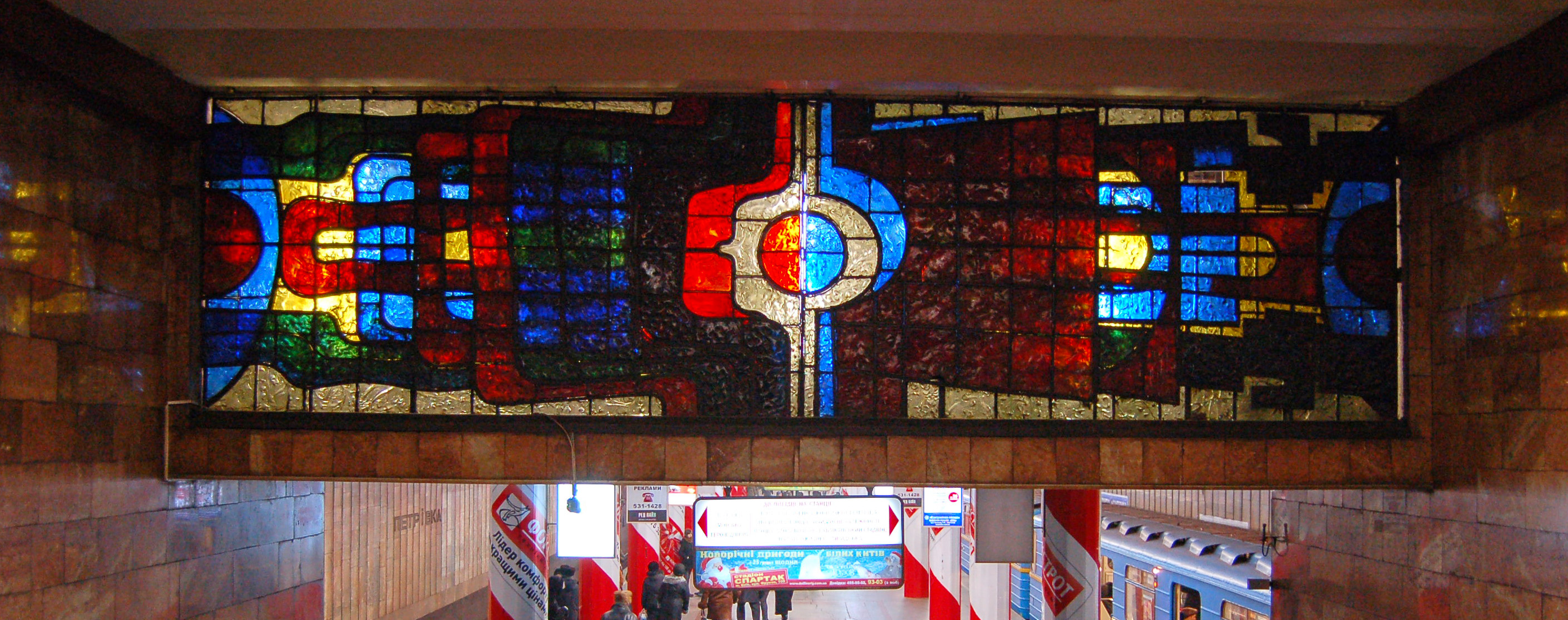
Станція метро «Почайна», вітраж над сходами на платформу, північний вихід
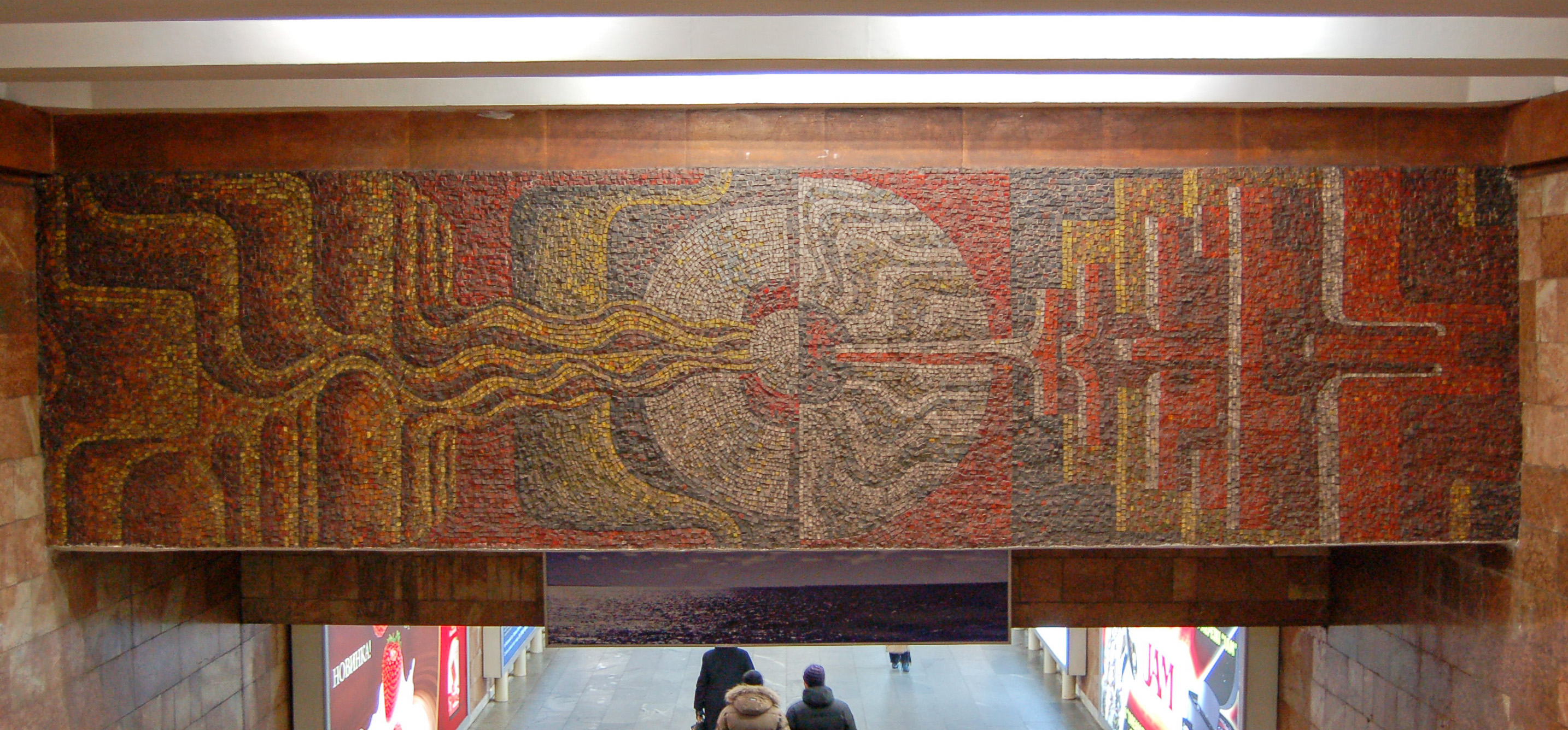
Станція метро «Почайна», мозаїка над сходами на платформу, південний вихід